# Mohamed Harat
 (septembre 2023).
Si vous disposez d'ouvrages ou d'articles de référence ou si vous connaissez des sites web de qualité traitant du thème abordé ici, merci de compléter l'article en donnant les références utiles à sa vérifiabilité et en les liant à la section « Notes et références ».
Mohamed Harat, né le 9 juin 1990 est un joueur algérien de basket-ball.
En 2013, Harat signe avec le FUS Rabat au Maroc. En 2015, il revient au Groupement sportif des pétroliers et il participe à la Coupe arabe des clubs champions et est nommé MVP. Il revient un an plus tard pour jouer à nouveau pour le GS Pétroliers. Avec GSP, Harat participe à la Coupe d'Afrique des clubs champions 2017 où il mène la compétition en termes de points (24,8 points par match) et est nommé dans le cinq majeur de la compétition.
En 2019, Harat joue avec Al-Arabi (en) au Qatar. Il est nommé MVP de la Ligue qatarie (en) lors de la saison 2019-2020. Ensuite, Harat joue à Bahreïn avec le Manama Club (en). Au cours de la saison 2020-2021 avec Al Fateh en Arabie Saoudite, il récolte en moyenne 29,1 points, 17,1 rebonds et 4,4 passes décisives.
En mai 2021, il revient chez GS Pétroliers et participe à la Ligue africaine 2021. Il ne dispute qu'un seul match en Ligue africaine, enregistrant 28 points et 9 rebonds et est ensuite blessé en raison d'une entorse musculaire.

## Carrière en équipe nationale
Harat est membre de l'équipe nationale algérienne depuis 2011. Il joue à l'AfroBasket 2015.